# Silnice pro motorová vozidla v Česku

Česká dopravní značka IZ 2a „Silnice pro motorová vozidla“

Silnice pro motorová vozidla (SMV) je v Česku pozemní komunikace, která má stavební podobu rychlostní komunikace (směrově nedělené či směrově dělené) s mimoúrovňovými kříženími a která je označena příslušnou dopravní značkou (IZ 2a a IZ 2b). Může se jednat o silnice I. třídy či místní komunikace I. třídy. Nejvyšší dovolená rychlost na silnici pro motorová vozidla je 110 km/h, v obci 80 km/h. Na směrově nedělených úsecích SMV je nejvyšší dovolená rychlost 90 km/h. Číslo silnice se na SMV, které jsou silnicí I. třídy, vyznačuje dopravní značkou s modrobílou tabulkou stejně jako na běžných silnicích I. třídy (IS 16b).
Na silnici pro motorová vozidla je dovolen pouze provoz motorových vozidel a jízdních souprav, jejichž konstrukční rychlost není nižší než 80 km/h. V úseku vedeném obcí můžou na SMV také motorová vozidla a jízdní soupravy, které jsou určeny pro veřejnou hromadnou dopravu a jejichž konstrukční rychlost není nižší než 65 km/h. Vstup na SMV, chůze a jízda po SMV je ostatním účastníkům provozu na pozemních komunikacích zakázán.
Pro podobnost s dálnicemi a pro jejich zrovnoprávnění byla většina původních rychlostních silnic k 1. lednu 2016 přeřazena do kategorie dálnic. Jednalo se o 438 km těchto rychlostních silnic. Původní kategorie silnice pro motorová vozidla zůstala, zůstalo v ní několik rychlostních silnic, které pro nevyhovující parametry (např. ostré zatáčky apod.) nebylo možno převést do dálnic. Dále bylo do této kategorie zařazeno 10 úseků 4proudých silnic I. třídy se středním dělicím pásem na území Prahy a Brna.

## Seznam silnic pro motorová vozidla
Původní rychlostní silnice:
- silnice I/6 Dvory – Jenišov (D6)
- silnice I/7 Spořice (D7) – Chomutov
- silnice I/10 Ohrazenice (D10) – Ohrazenice
- silnice I/35 Liberec, Hodkovická – Ohrazenice (D10)
- silnice I/63 Bystřany – Řehlovice (D8)

Bývalé místní rychlostní komunikace v Praze:
- Městský okruh v úseku Rybníčky – Krč – Braník – Smíchov – Břevnov – Troja
- Chodovská radiála v úseku Pankrác – Chodov (D1)
- Radlická radiála v úseku Bucharova – Třebonice (D5)
- Prosecká radiála v úseku Zenklova – Březiněves (D8)
- Vysočanská radiála v úseku Kbelská – Satalice (D0+D10)
- Štěrboholská radiála v úseku Rybníčky (MO) – Běchovice (D0)
- Spořilovská spojka v úseku Chodovská (MO) – Chodov (D1)

Radiály v Brně:
- Pražská radiála (I/23) Brno-západ (D1) – Brno-Bauerova
- Svitavská radiála (I/43) Česká – Brno-Křižíkova
- Olomoucká radiála (I/50) Brno-Gajdošova – Brno-východ (D1)

Nově označené úseky SMV:
- Silnice I/35 Křelov (D35) – Olomouc, OK Globus (od prosince 2015)
- Silnice I/20 Nová Hospoda (D4) – Písek (od ledna 2016)
- Silnice I/26 Plzeň-K Fořtovně – Ejpovice (D5) (od února 2016)
- Silnice I/27 Plzeň-Dobřanská – Vysoká u Dobřan (od února 2016)
- Silnice I/37 Březhrad – Ohrazenice (od dubna 2016)
- Silnice I/48 Český Těšín (D48) – Chotěbuz (od června 2016)
- Silnice I/11 Mokré Lazce – Ostrava-Krásné Pole (od srpna 2016)
- Silnice I/44 Vlachov – Rájec (od srpna 2016)
- Silnice I/44 Zábřeh – Postřelmov, obchvat (od srpna 2016)
- Silnice I/35 OK Hrádek nad Nisou – Liberec, MÚK Hodkovická (od dubna 2017)
- Silnice I/14 Liberec: MÚK I/35 – OK Kunratice (od dubna 2017)
- Silnice I/68 Nebory – Bystřice (od října 2017)
- Silnice I/34 České Budějovice – MÚK Na Klaudě (od června 2019)
- Silnice I/11 Ostrava-Krásné Pole – Ostrava-Poruba (od prosince 2019)
- Silnice I/68 Třanovice – Nebory (od března 2023)
- Silnice I/7 Chomutov – Křimov (od června 2023)
- Silnice I/11 Ostrava-Poruba – Ostrava-Svinov (D1) (od září 2023)
- Silnice I/27 Šlovice – Přeštice (od září 2023)
- Silnice I/44 Postřelmov – Šumperk, jih (od prosince 2023)
- Silnice I/9 MÚK Nový Bor – OK Svor (od července 2024)
- Silnice I/34 MÚK Na Klaudě – Vranín (od července 2025)